# Most Streymin
Most Streymin (far. Brúgvin um Streymin) – 220-metrowej długości most łączący Oyrarbakki z Nesvík na Wyspach Owczych, stanowiący fragment drogi krajowej nr 10.
Obiekt, otwarty 30 października 1973 (prace rozpoczęto w 1971), łączy dwie największe i najliczniej zaludnione wyspy archipelagu: Streymoy na zachodzie oraz Eysturoy na wschodzie poprzez cieśninę Sundini, w jej najwęższym miejscu. Bywa nazywany Mostem nad Atlantykiem, przedstawiany przez Farerów, jako jeden z niewielu takich mostów nad tym oceanem.
Most przerzucono pomiędzy osadą Nesvík na Streymoy i Norðskáli oraz Oyrarbakki na Eysturoy, w centrum kraju. Po obu stronach Sundini znajdują się skrzyżowania dróg z drogami do Eiði, Tjørnuvík, Oyri i wiosek pomiędzy nimi. Skupiły się tam też sklepy i szkoła podstawowa. Most ma dwa pasy ruchu samochodowego i wąską wspólną ścieżkę rowerowo-pieszą.